# Musée archéologique d'Osijek
Le Musée archéologique d'Osijek (en croate, Arheološki muzej Osijek) est un musée archéologique situé dans la ville d'Osijek, à l'est de la Croatie. Il est installé dans deux bâtiments de la forteresse (Tvrđa), construite en 1729 par les Habsbourg, au cœur de la vieille ville, sur la rive droite de la rivière Drava : l'ancien corps de garde, sur la place de la Trinité (Trg Sv. Trojstva) et la maison Brozan (Kuća Brožan), sur la place Juraj Krizanić.
À ce jour, le musée archéologique d'Osijek est le seul musée spécialisé dans la partie orientale de la Croatie, qui effectue des recherches scientifiques et des fouilles archéologiques.

## Historique
Le musée a été créé le 28 avril 2005 par une décision du gouvernement de la République de Croatie. Il a été inauguré le 16 novembre 2007, en présence de Božo Biškupić, ministre de la Culture.
En 2012, sur décision du gouvernement croate, le musée archéologique d'Osijek a été intégré au Musée de Slavonie (en).

## Organisation
Le musée dispose de 980 m2 d'espace d'exposition. Le bâtiment de l'ancien corps de garde sert d'espace d'accueil pour les visiteurs et d'espace d'exposition, tandis que la maison Brozan abrite l'administration du musée et des ateliers. Le musée dispose en outre de deux salles adaptées à divers événements culturels tels que des concerts, des expositions temporaires, des conférences, des projections, des représentations théâtrales, des présentations ou tout autre type d'événements similaires : un atrium multifonctionnel recouvert d'un dôme de verre de 222,2 m2 avec 150 places assises et une salle de conférence multimédia de 58,7 m2 avec 50 places assises.